# Henrik Kauffmann
Henrik Kauffmann, właśc. Henrik Louis Hans von Kauffmann (ur. 26 sierpnia 1888 we Frankfurcie nad Menem, zm. 5 czerwca 1963 w Skodsborgu) – duński dyplomata; w 1941 roku podpisał z własnej inicjatywy porozumienie z rządem amerykańskim, na mocy którego Stany Zjednoczone zobowiązały się do zagwarantowania bezpieczeństwa Grenlandii w zamian za prawo do ulokowania tam swoich baz wojskowych. 

## Życiorys
Henrik Kauffmann urodził się 26 sierpnia 1888 roku we Frankfurcie nad Menem . Jego rodzicami byli architekt Aage Basse Gustav Kauffmann (1852–1922) i Mathilde Bertha Louise von Bernus (1866–1922) .
Po ukończeniu szkoły średniej w 1906 roku odbył studia prawnicze na uniwersytecie w Kopenhadze (1906–1911) . Początkowo pracował jako woluntariusz w Ministerstwie Spraw Zagranicznych, a w 1912 roku został zatrudniony tam na stanowisku asystenta . 
W latach 1913–1915 sprawował funkcję sekretarza konsulatu w Nowym Jorku, a latach 1916–1919 placówki w Berlinie . Następnie objął stanowisko kierownicze w Ministerstwie Spraw Zagranicznych . W maju 1921 roku objął stanowisko ambasadora w Rzymie . Szybką ścieżkę kariery zawdzięczał wsparciu ówczesnego ministra spraw zagranicznych Erika Scaveniusa (1877–1962) .
W latach 1924–1932 pełnił funkcję ambasadora w Pekinie, która od 1928 roku obejmowała także swym zasięgiem Japonię i Tajlandię . 
W 1926 roku poślubił Charlotte MacDougall  córkę Williama MacDougalla, admirała United States Navy.
W latach 1932–1939 był ambasadorem w Oslo . 
W 1939 roku, w obliczu zagrożenia wybuchem wojny, Dania potrzebowała doświadczonego przedstawiciela w Stanach Zjednoczonych . Ówczesny minister spraw zagranicznych Peter Munch (1870–1948) powierzył tę funkcję Kauffmannowi . Kauffmann szybko zdobył silną pozycję  w Waszyngtonie i jako pierwszy duński ambasador wypowiedział współpracę z okupacyjnym rządem Danii, a Stany Zjednoczone uznawały go za oficjalnego przedstawiciela Danii . Po klęsce Francji w czerwcu 1940 roku, stosunki między ambasadą a ministerstwem spraw zagranicznych uległy zacieśnieniu . Kiedy Scavenius ponownie objął tekę ministra spraw zagranicznych, zostawił Kauffmanna na stanowisku .
Kauffmann reprezentował również duńskie interesy na Grenlandii  – w 1933 roku Stały Trybunał Sprawiedliwości Międzynarodowej w Hadze uznał zwierzchnictwo Danii nad Grenlandią . Zgodnie z doktryną Monroe Stany Zjednoczone nie mogły pozwolić żadnemu innemu państwu na obecność militarną w regionie arktycznym. Okupacja Danii przez hitlerowskie Niemcy niosła ze sobą zagrożenie okupacji Grenlandii. 9 kwietnia 1941 roku Kauffmann podpisał – bez konsultacji z rządem w Kopenhadze – wynegocjowane wcześniej przez siebie porozumienie (ang. Agreement for the Defence of Greenland) z rządem amerykańskim , na mocy którego Stany Zjednoczone zobowiązały się do zagwarantowania bezpieczeństwa wyspy w zamian za prawo do budowy, utrzymania i używania niezbędnych obiektów. Porozumienie to pozwalało Amerykanom na lokalizację baz wojskowych, stacji meteorologicznych i lotnisk na terenie Grenlandii. 
Ministerstwo w Kopenhadze zostało powiadomione po fakcie, a minister Scavenius uznał traktat za nieważny prawnie i 16 kwietnia 1941 roku odwołał Kauffmanna ze stanowiska  . Kauffmann odmówił powrotu do kraju . Został oskarżony o zdradę stanu a jego majątek na terenie Danii został skonfiskowany. 
W praktyce środki te nie miały większego znaczenia, ponieważ Kauffmann pozostawał w Waszyngtonie, gdzie rząd amerykański nadal uznawał go za oficjalnego przedstawiciela Danii  – przedstawiciela Wolnej Danii. Rząd amerykański dał mu dostęp do duńskich aktywów na terenie Stanów Zjednoczonych, które zostały zamrożone z momentem okupacji Danii, oraz prawo do dysponowania przychodami z wydobycia grenlandzkiego kriolitu. Jeszcze w październiku 1941 roku powstała pierwsza amerykańska stacja na Grenlandii – „Blue West-8” w Søndre Strømfjord, którą dowodził pionier lotnictwa arktycznego Bernt Balchen (1899–1973).
3 stycznia 1942 roku Kauffmann wsparł deklarację rządów alianckich o utworzeniu Organizacji Narodów Zjednoczonych . Powstrzymał się od jej podpisania, co było prerogatywą rządów. Zadeklarował jednak, że Duńczycy w wolnym świecie będą przestrzegać deklaracji tak jakby była podpisana przez wolny rząd Danii.  

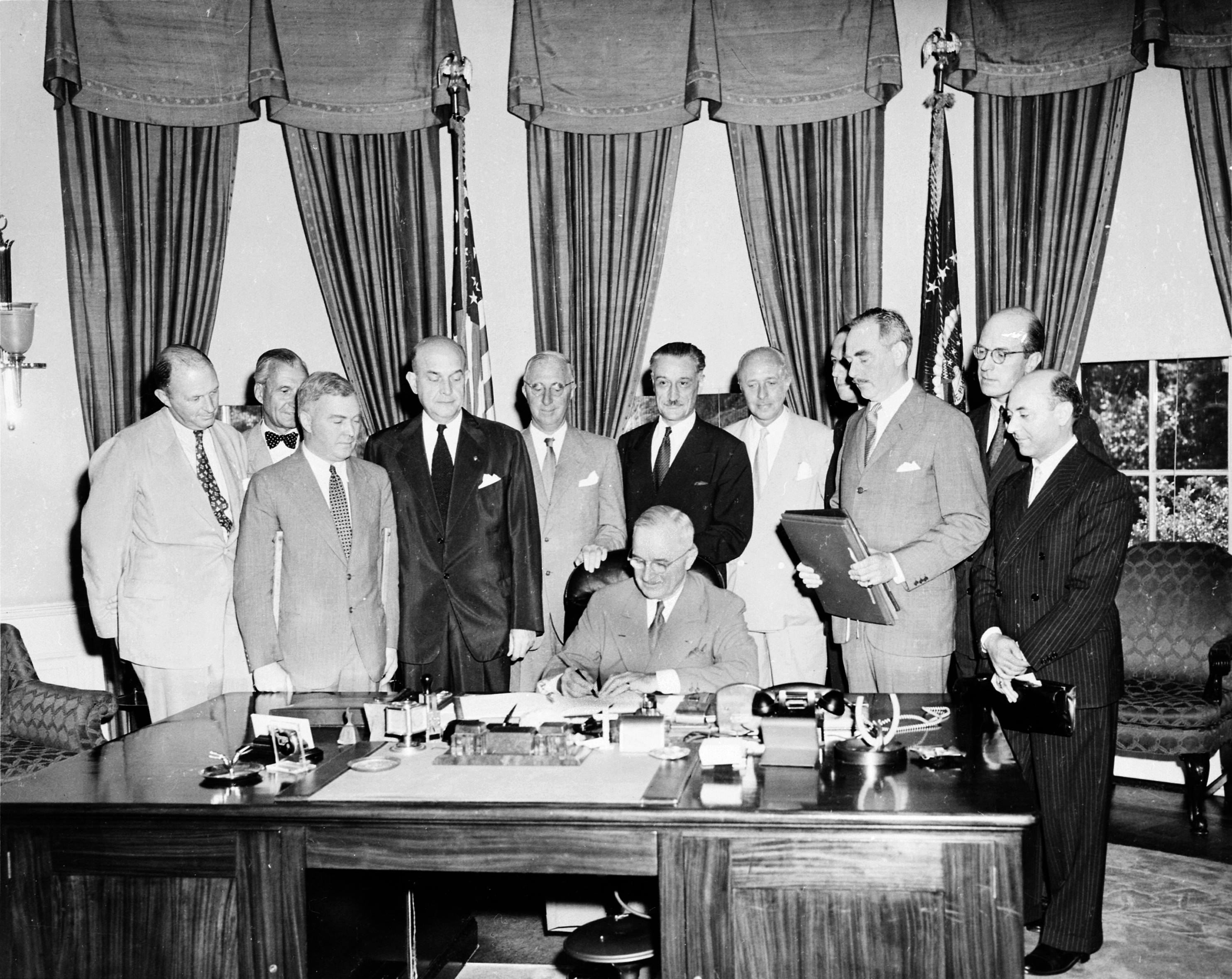
Podpisanie karty ONZ, Kauffmann stoi jako drugi od strony lewej

Po wyzwoleniu Danii, 5 maja 1945 roku został powołany na ministra bez teki w pierwszym powojennym rządzie prowadzonym przez Vilhelma Buhla (1881–1954) . Funkcję tę pełnił do listopada 1945 roku . W okresie od kwietnia do czerwca 1945 roku uczestniczył jako delegat Danii w pierwszej konferencji ONZ w San Francisco . 
We wrześniu 1946 roku przewodniczył konferencji Organizacji Narodów Zjednoczonych do spraw Wyżywienia i Rolnictwa w Kopenhadze . 
W 1947 roku powrócił na stanowisko ambasadora w Stanach Zjednoczonych, które piastował do emerytury w 1958 roku . Następnie został członkiem zarządu firmy Det Østasiatiske Kompagni (ØK) .
Został zamordowany 5 czerwca 1963 roku podczas pobytu w sanatorium w Skodsborgu , przez swoją żonę Charlott MacDougall, która następnie popełniła samobójstwo.